# Икономика на Северна Корея
Северна Корея е еднопартийна държава със затворена планова икономика, фокусирана върху тежката промишленост и земеделието.
След края на Корейската война, особено през 60-те и 70-те години, севернокорейската икономика се обвързва с пазарите на Китай и СССР. През 1960 г. Ким Ир Сен и други членове на Висшия съвет на Корейската работническа партия насърчават т.нар. „ръководство на място“, вследствие на което е разработен и т.нар. метод за материално и морално стимулиране „чхънсан-ри“. Благодарение на него производителността на заводските предприятия, стопанствата и фабриките се увеличава значително.
След разпада на СССР и Източния блок КНДР загубва гарантираните си пазари там, заедно с възможността да внася технологии и ресурси на „приятелски цени“. Този икономически шок и последвалите природни бедствия оказват сериозен удар върху инфраструктурата на страната, парализирайки както промишленото, така и земеделското производство. Електроразпределителната мрежа бива разкъсана, а системата за разпределяне на стоки за населението рухва напълно. Така през 90-те години страната изпада в тежка икономическа криза, а стотици хиляди жители загиват от глад и болести. За да се запази съществуването на режима, Ким Чен Ир провежда крайна милитаризация и ускорява разработването на ядрено оръжие, като същевременно прокарва частични реформи с пазарна насоченост. Поради благоприятното географско положение, наличието на добре обучена, грамотна и млада работна ръка, икономиката вероятно може да расте годишно с 6 – 7% при „подходящи икономически реформи и правилен подход“.

## История

### 1940-те
До 1945 г. стопанската дейност на Корейския полуостров е под контрола на Японската империя. През този период продукивността както на промишлеността, така и на селското стопанство е ниска. От 1946 г. на север започва организирането на икономиката по планов модел, чрез колективизация на земеделието и обширна програма по индустриализация. Усилията са съсредоточени върху построяването на машиностроителни заводи, чиято продукция трябва допълнително да захрани севернокорейската индустрия. През 1949 г. вече се забелязва значителен ръст на производството – в сравнение с 1946 г. общата промишлена продукция е 3,4 пъти по-голяма, производството на средства за производство (най-вече машини) нараства 3,8 пъти, а производството на потребителски стоки нараства 2,9 пъти.

### 1960-те–1980-те
След края на Корейската война, особено през 60-те и 70-те години, севернокорейската икономика се разраства значително. Счита се, че до средата на 70-те години тя е била по-силна от тази на Южна Корея. Към 1960 г. Северна Корея е била сред богатите страни в света с БВП на глава от населението от близо $2000, и е била най-индустриализираната нация в Азия. За сравнение, Япония е имала БВП на глава от населението от едва $471. През 1960 г. Ким Ир Сен и други членове на Висшия съвет на Корейската работническа партия насърчават т.нар. „ръководство на място“, вследствие на което е разработен и т.нар. метод за материално и морално стимулиране „чхънсан-ри“. Благодарение на него производителността на заводските предприятия, стопанствата и фабриките се увеличава значително. (виж по-долу)

## Кампании, работни методи и системи

### ДвижениеЧхолима
Движението Чхолима е масова кампания, стартирана през 1958 г. и формулирана по модел на Големия скок в Китай. Движението съществува под някаква форма до средата на 90-те години и се състои в организирането на работната ръка в екипи и бригади, всяка с определена зададена цел. Освен работници и селяни, в кампанията са били включени здравните, образователните, научните, транспортните работници, както и интелигенцията. Целта на движението е чрез конкуренция между отделните бригади и екипи да се ускори производството и да се подобри качеството на произвежданите стоки. Въпреки известното увеличаване на продукцията, движението Чхолима предизвиква хаос в държавната икономика, и продължава по-успешно в по-малък мащаб. Движението е изместено от работната система Теан и метода Чхонсан-ри в началото на 60-те.

### МетодЧхонсан-ри
Методът за работа и организация Чхонсан-ри (или Чхънсан-ри) е предложен след посещението на Ким Ир Сен в стопанската кооперация в Чхонсан-ри през 1960 г. Методът се състои от три компонента. Първият от тях е т.нар. „ръководство на място“, изразяващо се в участието на високопоставени партийни кадри в управленческия процес в производствените структури. Според ЦК на КРП селското стопанство е с ниска производителност, защото началниците (които често са нисши партийни членове) тълкуват комунистическата идеология по свой начин и използват неправилни методи на управление, демотивирайки работниците. По този начин са води борба с „бюрокрацията“ и „формализма“. Вторият компонент е материалното стимулиране, изразяващо се с платени отпуски, премии и почетни звания за работниците, произвели повече и по-качествени стоки. Третият компонент е приемането на оплаквания и идеи за подобрение от самите земеделци. В началото методът се оказва несполучлив, но след известна реформация и създаването на т.нар. „работни екипи“ има положителен напредък по отношение на производителността на земеделските кооперации.

### Работна системаТеан
Системата Теан цели синхронизиране на действията на работници, партийни функционери и инженери на фабрично ниво. Най-високата институция в управлението на едно производствено предприятие е партийният комитет, който се състои от 25 – 35 членове, всеки един от които се избира от инженерите, началниците и работниците от фабриката. Подчинен на ПК е изпълнителният комитет, в който членуват началникът на фабриката, партиен секретар, старши инженер и организатор на дейността. Целта е да се подобри сътрудничеството между партийното ръководство, техниците, инженерите и обикновените работници на фабрично ниво. Системата Теан предлага по-рационален подход към управлението в условията на планова икономика. Заради системата се увеличава влиянието на партията, но същевременно отговорностите на техническия и научния персонал в предприятията също се повишават, и те могат да прилагат опита си именно в областите, където е необходимо. И тук са налице материалните стимули, като най-характерна е т.нар. работна премия, давана на работилниците и работните екипи, които използват оборудването и суровините най-ефективно. Към момента системата Теан продължава да се прилага ефективно.

### Велика и просперираща нация
През 2009 г. стартира 3-годишната масова кампания Велика и просперираща нация, подобна на движението „Чхолима“ от 50-те, чиято цел е справяне с недостига на храни и гориво и модернизация на икономиката. Освен всеобщата модернизация, кампанията включва масово засаждане на дървета и цели пълното обновление на Пхенян до 2012 г., когато се навършват 100 години от раждането на Ким Ир Сен. В града е започнато строителството на нов небостъргач, както и други сгради, възстановена е работата по хотел Рюгьон. Средствата за обновлението идват от повишеното търсене на минерали и метали на световния пазар (най-вече в Китай), както и инвестиции от Обединените арабски емирства.

## Сегашно състояние
Икономиката на Северна Корея е планова, и е една от най-затворените в света. Тя е фокусирана върху тежката индустрия и земеделието. Най-силни са оръжейната, машинната и в последно време, високотехнологичната промишлености. Почти цялата продукция е насочена към вътрешния пазар, но част от военната продукция се изнася за Близкия изток и Африка. Земеделието също играе важна роля за икономиката, но и то е възпрепятствано от ниска производителност заради недостига на горива. Въпреки тези трудности Северна Корея е сред десетте най-големи производители на плодове в света, и на 15-о място по производство на ябълки. Заради недостига на някои основни суровини и невъзможността за внасянето и производството им в достатъчни количества, страната произвежда собствени заместители. Такива са винилонът – изкуствена тъкан, създадена от антрацитни въглища и варовик, и царевичната хартия. КНДР изразходва над 22% от БВП за въоръжените сили, заради възприетата политика Сонгун за пренасочване на по-голямата част от държавните ресурси към военното дело. Макар и частната собственост да е забранена, индивидуалната търговия с Китай се разраства с всяка изминала година. Държавните предприятия, които не разполагат със суровини, са нефункциониращи, но техните работници са развили собствена търговия в пограничните райони. Макар частната собственост да е забранена, индивидуалната търговия с Китай се разраства с всяка изминала година и се толерира само в пограничните райони.
На 1 юли 2002 г. са предприети т.нар. „мерки за икономическо подобрение“, които стимулират фабриките да увеличат производителността си, като се позволява динамично увеличение на заплатите и цените. Освен това разпределителният режим за стоките отпада, въведени са обменни курсове и обмяната на валута е разрешена. Направени са и реформи в организационната система на земеделието, създадени са пазарни програми и е насърчена самоиницативата в разпределението на стоките. През юни 2003 г. са въведени допълнителни облекчения за земеделците, което повишава активността на земеделските пазари. Т.нар. чжанмадан представляват пазари, където земеделците могат свободно да продават част от продукцията си. В същото време правителството позволява на по-млади и по-реформаторски настроени работници да заемат ръководни постове, а икономическото партньорство с Южна Корея се повишава. Тези действия се възприемат като стъпки за преход към пазарна икономика и предоставят възможност за превръщането на Северна Корея в следващата голяма азиатска икономическа сила. Свидетелство за това е и Пхенянският бизнес-институт, основан през 2004 г. с цел обучение на мениджъри за бъдещи компании с пазарна структура и повишаване конкурентоспособността на останалите държавни предприятия.. Въпреки това част от тези стъпки са отменени през 2008 и 2009 г., след като правителството не успява да упражни достатъчно контрол върху разрастването на пазарите.
Брутният вътрешен продукт на глава от населението е $1800 към 2009 г., на 153 място в света. Средната работна заплата е около $47 на месец. Въпреки че по отношение на заплащане и БВП на глава от населението се нарежда далеч от първите места, в КНДР икономическото неравенство в обществото е ниско (31 по индекса на Джини) Плащането на данъци е отменено на 1 април 1974 г. През 2009 г. стартира 3-годишна масова кампания, подобно на движението „Чхолима“ от 50-те, чиято цел е справяне с недостига на храни и гориво и модернизация на икономиката.
Проведената през същата година валутна деноминация обаче дестабилизира икономиката. Обявената като „реформа“ стъпка се състои в зачеркването на две нули от старите пари, а след обявяването на деноминацията гражданите разполагат с една седмица да обменят старите си пари за нови, като има и таван на общата сума, която може да бъде обменена. Именно заради този таван много севернокорейци не успяват да обменят всичките си пари, което предизвиква сериозно недоволство сред гражданите, които имат спестявания само във вонове. Правителството обявява реформата за провалена и поднася извинения на гражданите си, а впоследствие ръководителят на Комисията по финансово планиране към КРП Пак Нам-ги бива арестуван и разстрелян. Различни финансови анализатори възприемат деноминацията като ход за отслабване на частните пазари и подсилване на държавната икономика.
Макар и да възпрепятстват каквото и да било по-значително развитие, изолацията и планираното производство са причината БВП на Северна Корея да продължава да расте (макар и с малки темпове – под 4%) въпреки световната икономическа криза.

### Енергиен и ресурсен дефицит
Северна Корея разчита на два основни енергийни източника – въглища и водноелектрически потенциал. През 2003 г. въглищата са задоволявали 82% от нуждата за твърдо гориво. Въпреки голямото наличие на този природен ресурс и множеството реки, страната страда от изключително остър дефицит на електричество заради остаряла електропреносна мрежа, проблеми при транспортирането на въглищата, недостига на течни горива като дизелово гориво, и отчасти заради наводненията, които са разрушили стените на някои ВЕЦ. Залежи на петрол не съществуват, но се предполага наличието на известни количества в Корейския залив и по границата с Китай. Извършват се допълнителни проучвания от чужди компании. Всичките петролни продукти се внасят от други страни, най-вече Китай и Русия, и се преработват в дизелово, машинно и самолетно гориво. Недостигът на електричество в средата на 90-те предизвиква спиране на помпените инсталации в множество мини, което причинява тяхното наводняване и довежда до спиране производството на определени суровини. Липсата на резервни части довежда до хронично спиране на някои определени производства. Въпреки вероятни собствени залежи на петрол, КНДР е зависима от внос на енергийни суровини за индустрията си. Тази зависимост води до крах на икономиката след разпада на СССР и прекратяването на енергийните доставки оттам.

### Селско стопанство
Първата аграрна реформа в КНДР започва през 1946 г., когато държавата отнема земи от по-богатите собственици в полза на по-бедните. Колективизацията е осъществена на няколко етапа и приключва през 1958 г., но кооперациите стават изцяло държавна собственост едва през 1977 г. Обработваемите площи възлизат на 2,2 милиона хектара, на които се отглеждат най-вече ориз и царевица.
Като цяло под 20% от територията на Северна Корея е подходяща за земеделие, и години наред се разчита на механизация и изкуствени торове, за да се произвеждат необходимите количества храна. В допълнение за целите на селското стопанство гористи местности и склонове се изсичат и се превръщат в ниви. Традиционният източник на изкуствени торове и селскостопанска техника за КНДР – Съветският съюз, се разпада през 1991 г. Към 1994 г. недостигът на храна вече е очевиден, а на следващата година проливни дъждове се изливат над цялата страна, в резултат на което наводнения и свлачища унищожават огромни селскостопански площи (400 000 хектара). Наводненията продължават през 1996 и 1997 г., непосредствено след което идва непредвидена суша. Впоследствие от недохранване умират между 200 000 и 350 000 души. Още стотици хиляди загиват вследствие на болести, свързани с недохранване, като пневмония и туберкулоза. Положението се стабилизира след 2000 г., но през 2005 г. отново възниква сериозна опасност да се появи глад в страната, вследствие на което правителството организира „мобилизация“ на жители от градовете в помощ на земеделците. Недостигът на оборудване, електроенергия и гориво е причина в много кооперации работата да се извършва с помощта на волове. Въпреки че проблемът с глада остава, той не е толкова сериозен, както през 90-те години.

### Индустрия и енергетика
След 2000 г. по нареждане на Ким Чен Ир е предприета програма за компютризация на обществените институции. През 2002 г. в Пхенян е създадено първото интернет кафе. Библиотеката „Ким Ир Сен“ разполага с повече от 1 милион онлайн статии и книги. Въпреки това севернокорейската интернет мрежа остава без достъп до глобалната мрежа и се контролира строго от Корейския компютърен център. Софтуер и хардуер се произвеждат на местно равнище.
Произвеждат се също автомобили, камиони, трактори, булдозери, радио и телевизионни приемници, лабораторно оборудване, влакови вагони, химикали, изкуствени торове, текстилни продукти и други.
Недостигът на електричество и горива и предимно остарялото оборудване са едни от най-сериозните проблеми за страната. Северна Корея разчита на два основни енергийни източника – висококачествени антрацитни въглища и водноелектрически потенциал. През 2003 г. въглищата са задоволявали 82% от нуждата за твърдо гориво. Въпреки голямото наличие на този природен ресурс и множеството реки, страната страда от изключително остър дефицит на електричество заради остаряла електропреносна мрежа, проблеми при транспортирането на въглищата, недостига на течни горива като нафта, и отчасти заради наводненията, които са разрушили стените на някои ВЕЦ. През 2009 бива прокарана т.нар. „150-дневна кампания“, в която бригади от ударници частично възстановяват засегнатата инфраструктура, увеличавайки производството на електричество и въглища, а година по-късно започва изграждането на експериментален леководен ядрен реактор за производство на електроенергия, с мощност от 25 – 30 MW. Много от промишлените предприятия обаче, като най-големият металургичен комбинат – Кимчхък, продължават да работят на половин капацитет. В системен проблем са се превърнали кражбите на влакови компоненти и части от производствените линии в заводите.
Употребата на слънчеви панели и малки ветрогенератори се увеличава, особено в отдалечените райони на страната и провинциите без редовно електрозахранване.

### Високи технологии
През 1998 г. Северна Корея става десетата страна, изстреляла изкуствен спътник в космоса със собствена ракета – Кванмьонсон-1. Спътникът обаче се задържа по-малко от 5 минути в орбита заради фатална повреда в двигателя, която го връща обратно в атмосферата и той изгаря. Според някои анализатори Северна Корея се опитва да се сдобие с работещ комуникационен сателит в орбита като част от по-мащабна кампания за издигане на икономиката ѝ на световно ниво. Предполага се, че страната може в близко бъдеще да опита да изстреля прост фоторазузнавателен спътник за военни цели в Космоса. На 23 февруари 2009 КНДР обявява, че ще изстреля нов спътник, Кванмьонсон-2, с ракета Унха-2. Според неназован севернокорейски източник спътникът е комуникационен, и е разработен от Института за електронна борба към Академията за отбранителни науки на Северна Корея. Спътникът е изстрелян на 5 април 2009 г., но не успява да излети в Космоса и пада в Тихия океан. Според списание „Popular Mechanics“ КНДР е сред 7-те страни, които участват в новата космическа надпревара.

### Транспорт
Транспортната мрежа в Северна Корея е силно развита, но остаряла. През 1990 година в страната е имало около 30 000 km пътища, от които едва около 1700 – асфалтирани. Вследствие на природните бедствия в средата на 90-те пътната инфраструктура е силно засегната, и днес пътищата са с обща дължина от 25 554 km, от които 724 km асфалтирани. Най-голямата и добре поддържана магистрала е от Пхенян до Вонсан, с дължина от около 200 km. Широко застъпен е железопътният транспорт. Железопътната мрежа е с дължина 5235 km, от които 3500 km са електрифицирани. Заради големите запаси от въглища в страната все още се използват парни локомотиви, за транспорт на стоки и пътници. Множеството реки, които текат през КНДР, улесняват допълнително евтиния воден транспорт. Общата дължина на водните пътища е 2250 km. Основни пристанища са градовете Хамхун, Чхънджин, Кимчек, Хечу и Нампхо. Броят на летищата е 78, а на вертолетните площадки – 23. Основен въздушен превозвач е държавната компания Ер Корьо, с редовни полети до Москва, Пекин, Бангкок, Макао и Владивосток. Градският транспорт е най-развит в столицата, където населението се придвижва с трамваи, тролейбуси и метро. Заради недостига на гориво автобусите са използват рядко. Автомобилите също са рядкост, но велосипедите са основният начин за пътуване сред голяма част от населението, като 7 от 10 жилища разполагат с колело.
- Стандартен тролейбус в Пхенян
- Севернокорейски товарен кораб
- Директен влак Москва-Пхенян
- Ил-62 на Ер Корьо

### Комуникации
Като цяло цивилната комуникационна мрежа в КНДР е ограничена. Към 2003 г. броят на стационарните телефонни постове е бил 980 000. Мобилните телефони са били разрешени за свободно ползване. Само в района на столицата броят на потребителите на мобилни телефони е бил около 30 000. През 2004 г. обаче употребата им се ограничава само до политически и военни дейци с по-високи държавни постове. Въпреки това, след възстановяването на строежа на Хотел Рюгьон през април 2008 г., египетският телеком Ораском е инсталирал свои антени на върха на хотела, а представители на компанията са потвърдили сделка със севернокорейското правителство за изграждане на GSM-инфраструктура с начално покритие за 100 000 потребители.
Медиите в Северна Корея се контролират строго от правителството. В страната има 4 телевизионни канала – Корейската централна телевизия, телевизията Мансуде, Корейската културна и образователна мрежа и телевизия Кесон, с насоченост към Южна Корея. Към 1990 г. телевизионните приемници са били около 250 000. Далеч по-разпространен начин за предаване на информация е радиото. Броят на радиоапаратите е около 4 000 000. В последно време силно се развива компютърната индустрия. Севернокорейската компютърна мрежа Кванмьон остава затворена към света, но се разраства бързо вътре в страната. За момента съществуват две компютърни зали за обществено ползване, и двете са в Пхенян.

### Туризъм
Правителството на Северна Корея води изключително затворена политика и в резултат на това много малко чужденци влизат в страната. По принцип на всички хора им е позволено да посетят Северна Корея и на практика на почти никого не се отказва. На чужденците обаче им е забранено да се разхождат извън специално посочените места, освен ако нямат правителствен пазач. Стъписващото присъствие на правителствените пазачи и отрицателната международна репутация на правителството са причините, поради които много хора не посещават страната. Северна Корея привлича чужденци заради красивата си природа, и според някой, заради „ретро-сталинистката“ си атмосфера. През 2000 г. близо 130 000 туристи са посетили страната.
Южнокорейските граждани трябва да получат специално разрешение от правителството на Южна и Северна Корея, за да влязат в Северна Корея. През последните години районът около връх Кумган, намиращ се близо до южнокорейската граница, беше определен като специална туристическа дестинация, за посещението на която от страна на южнокорейските граждани не се изисква разрешение.
КНДР е популярна дестинация и за китайските туристи. Това се дължи на значително по-улесненото за тях влизане в страната, евтините стоки, наличието на специални казина за чужденци (в Китай те са забранени), както и приликата на обществото с това в Китай от 70-те години (преди реформите на Дън Сяопин).

## Глад
Страната запазва своята аграрна независимост до 1995 година, когато катастрофални наводнения отнемат живота на огромен брой хора – от 50 000 до 100 000, и разрушават напълно инфраструктурата в много райони. Повече от 60% от реколтата е унищожена и много стопанства остават под вода. Бедствието, комбинирано със загубата на пазарите на „приятелски цени“ със СССР няколко години преди това, липсата на резервни количества торове, както и сушата през 1997 довеждат до убийствен глад, вследствие на който загиват между 200 000 и 3 500 000 души.
Според доклад на ООН до 2000 година във всички райони на страната с изключение на Пхенян населението страда или от сериозен недостиг, или от пълна липса на каквато и да било храна. В резултат на това много граждани бягат на север в Китай или на юг в Република Корея в отчаян опит да се спасят от бедствието. През 2004 година севернокорейското правителство обявява, че няма да има нужда от повече хранителни помощи, макар страната да не е постигнала отново аграрна независимост. През 2005 възниква сериозна опасност да се появи глад в страната, вследствие на което правителството организира „мобилизация“ на жители от градовете в помощ на земеделците. През 2008 г. се появяват съобщения, че жителите на част от селските райони на КНДР добавят дървесна кора и трева към оскъдната храна, за да оцелеят. Безвъзмездните хранителни помощи от Китай и Южна Корея не са спрени. Гладът е основно проблем на градовете, тъй като селяните са се научили да си набавят диви плодове, които да ядат. Въпреки че бежанците напускат страната с огромно усилие, голяма част от тях продължават да изразяват подкрепа за политическото ръководство там, и след като спечелят достатъчно пари се връщат обратно в родината си.